# Convolvulus fractosaxosus
Convolvulus fractosaxosus är en vindeväxtart som beskrevs av Petric. Convolvulus fractosaxosus ingår i släktet vindor, och familjen vindeväxter. Inga underarter finns listade i Catalogue of Life.